# 크리스 페덜슨
크리스 페덜슨(Chris Pedersen, 1963년 5월 22일 ~ )은 미국의 음악가, 배우, NASCAR 레이서다.
샌프란시스코에서 태어났다.

## 영화
- 리벤지 걸 (1995년)
- 히트 리스트 (1993년)
- 폭풍 속으로 (1991년) - 번커 웨이스 역
- 7월 4일생 (1989년)
- 투 문 정션 (1988년) - 스피드 역
- 플래툰 (1986년) - 크로포드 역
- 실베스터 (1985년)
- 카멧 나이트 (1984년)